# 沙城駅
沙城駅（さじょうえき）は中華人民共和国河北省張家口市懐来県沙城鎮に位置する中国鉄路総公司北京鉄路局が管轄する駅である。3本の鉄道路線が接続する河北省西北部の鉄道の要衝である。

## 所属路線
- 中国国鉄
  - 京包線：北京駅起点より129km、北京北駅より105km、包頭駅終点まで703km。
  - 豊沙線：北京駅より121km、豊台駅より104km、本駅が終点。
- 沙蔚鉄路公司
  - 沙蔚線：本駅が起点、崔家寨井駅終点まで141.6km

## 駅構造
- 単式ホーム1面、島式ホーム1面の地上駅である。単式ホーム脇に待合室がある。大秦線への連絡線を持つ。

## 利用状況
本駅は京包線、豊沙線、沙蔚線の旅客、貨物を扱う一等駅で、2010年4月現在、各種別を含め毎日50本余りの旅客列車が発着する。

## 始発列車
- 2008年8月に北京北駅との間に有った6427/6428次列車が廃止されてから始発旅客列車は無い。

## 歴史
- 1909年 - 京張線（後の京包線）開通に伴い開業した[2]。
- 1955年 - 豊沙線が開業した[3]。
- 1966年 - 建て直した。
- 1972年 - 豊沙線の複線化に伴って拡張した[2]。
- 2003年7月31日 - 沙蔚線が開通した[4]。
- 京張都市間鉄道が計画中であり、それに伴い拡張する計画がある。

## 隣の駅
中国国鉄
京包線
土木駅 - 沙城駅 - 新保安駅
豊沙線
邢家堡駅 - 沙城駅
沙蔚線
沙城駅 - 懐来南駅